# 郑机城际铁路
郑机城际铁路是中国河南省连接郑州市与郑州航空港区的一条城际铁路，设计最高速度200公里/小时，为双线电气化客运专线。郑机城际铁路北起郑州东站，接郑开城际铁路，南至郑州航空港站。全线已于2020年12月13日开通，为中原城市群城际轨道交通组成部分。
本线为郑州市区和新郑国际机场之间耗时最短的公共交通方式，乘搭本线列车来往郑州东站与新郑机场站只需19分钟。

## 历史
郑机城际铁路于2009年12月29日开工，2015年12月31日郑州东至新郑机场段开通运营，为河南省第三条开通运营的城际铁路，新郑机场随之实现空铁联运。2017年7月25日，因客流长期不高，南曹站与孟庄站停止办理客运业务。
郑机城际于2020年9月15日开展铁路e卡通业务，支持掃碼進站。
新郑机场至郑州航空港站段，又称“机南城际铁路”于2015年10月30日开工建设，2020年11月23日开始按图试运行，2020年12月13日正式开通运营，但郑州航空港站暂未开通，列车不停车通过郑州航空港站。
2021年10月26日，郑机城际开始公交化高密度开行，日开行列车41对，旅客可通过铁路e卡通实现扫码进出站，可乘坐任意车次，不再受票面车次限制。另外郑机城际铁路的一部分列车直通鄭開城際鐵路至宋城路站。
2022年6月18日郑州航空港站开始运营。
2024年9月28日，郑开、郑机城际铁路增加开行趟数和停站密度，郑开与郑机城际铁路共开行列车51列，并恢复郑机城际南曹站与孟庄站运营，分别停靠列车32、34列。

## 线路与运营

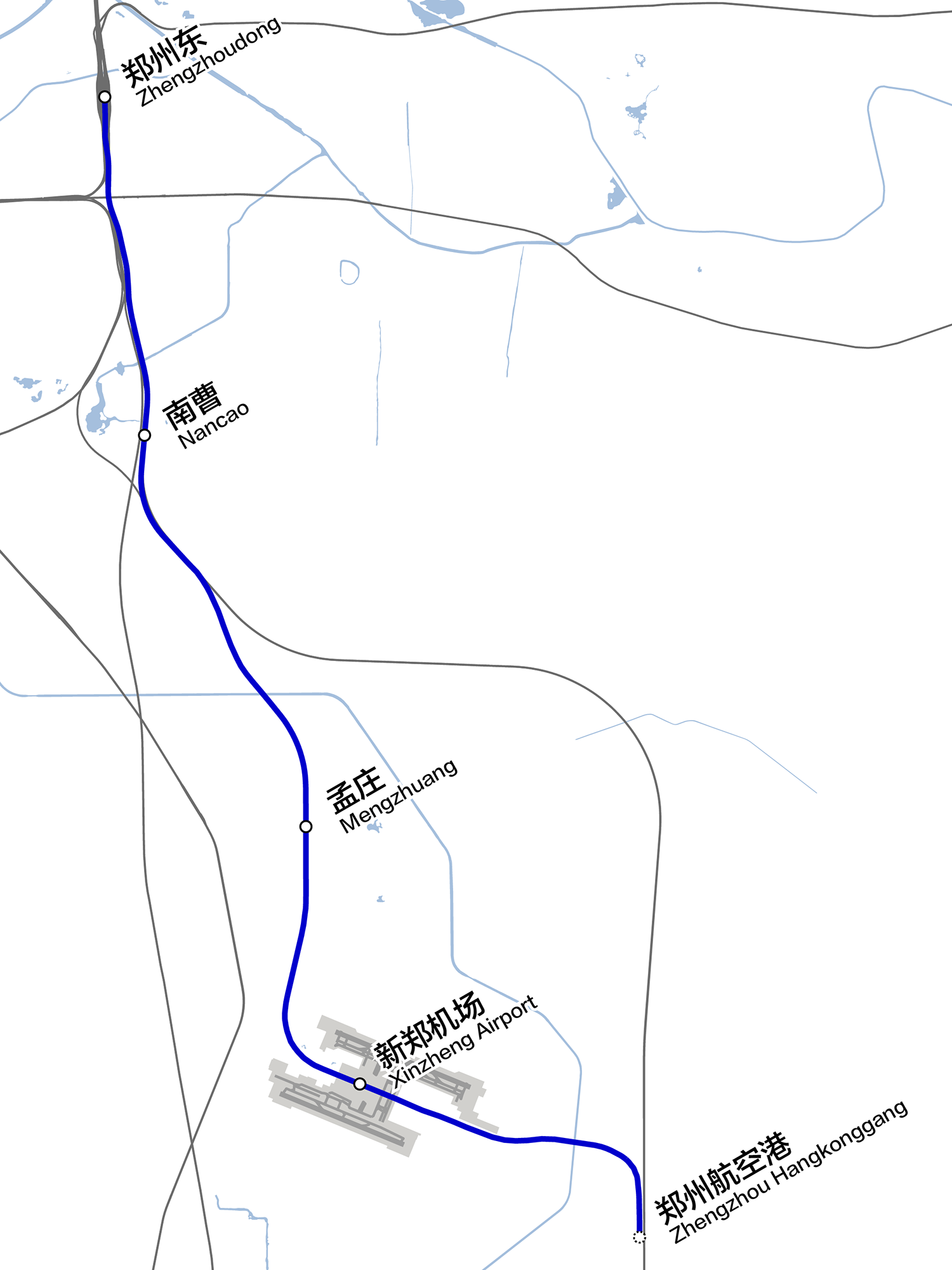
郑机城际铁路实际走向线路图

郑机城际铁路北起郑州东站，接郑开城际铁路，向南经南曹站与孟庄站后，转入地下至新郑机场站。新郑机场站至郑州航空港站一段又称“机南城际铁路”。
| 名称         | 所在地           | 股道数目 | 连接铁路                                            | 城市轨道交通换乘路线                             | 备注 |
| ------------ | ---------------- | -------- | --------------------------------------------------- | ------------------------------------------------ | ---- |
| 郑机城际铁路 |                  |          |                                                     |                                                  |      |
| 郑州东站     | 郑州市金水区     | 16台32线 | 京广高速铁路 徐兰高速铁路 郑渝高速铁路 郑开城际铁路 | 郑州地铁1号线 郑州地铁5号线 郑州地铁8号线        |      |
| 南曹站       | 郑州市管城回族区 | 2台2线   |                                                     |                                                  |      |
| 孟庄站       | 郑州市新郑市     | 2台2线   |                                                     | 郑州地铁城郊线 郑州地铁郑许线 (通过港区北站换乘) |      |
| 新郑机场站   | 郑州市新郑市     | 2台4线   |                                                     | 郑州地铁城郊线 郑州地铁郑许线                    |      |
| 郑州航空港站 | 郑州市中牟县     | 16台32线 | 郑阜高速铁路 郑渝高速铁路                           | 郑州地铁城郊线                                   |      |

目前途径本线的列车分为两类：
长途列车（G车/D车）：中国铁路郑州局集团开通了以长治东站、周口东站和南阳东站为起讫站的管内高速动车组列车经过本线，并停靠新郑机场站。亦有个别跨局长途列车经过本站。乘坐此类列车与乘坐国铁列车相同，需在12306网站或现场购买指定坐席的实名制车票进站。
城际列车（C车）：以CRH6A为车底（偶尔以CRH380B或CR300BF担当）开行的城际列车，大多数城际列车往返于郑州东站或郑开城际宋城路站与新郑机场站之间（车次号为C27xx~C29xx）。乘坐城际列车除通过12306网站或现场购票，也可使用铁路e卡通，乘车前需保证账户内余额不少于人民币50元。此类列车为自由席，所有车票均显示“无座”，乘客可任意就坐。此外，C车车票购买后当日有效，可搭乘当日任意一趟所购区间内的城际列车。

## 车辆
本线城际列车采用CRH6A型动车组运行。2018年2月前，曾采用CRH2A型动车组运行。